# Һ
Һ (minuskule һ) je písmeno cyrilice. Vyskytuje se v některých turkických (baškirština, jakutština, kazaština, tatarština) a mongolských (burjatština, kalmyčtina) jazycích. Vznik písmena byl inspirován písmenem H v latince, ovšem aby majuskule tohoto písmena nebyla shodná s písmenem Н v cyrilici, majuskule je odvozena od minuskule.
Písmeno se vyslovuje jako české H.
V arménském písmu písmenu Һ odpovídá písmeno Հ (հ), v gruzínském písmu písmeno ჰ.